# David Burtka
David Michael Burtka (Dearborn, 29 de maio de 1975) é um ator e chef norte-americano.

## Início de vida e da educação
Burtka nasceu em Dearborn, Michigan, filho de Deborah A. Zajas (d. 2008) e Daniel Burtka. Ele é de ascendência polonesa. Ele cresceu em Canton, Michigan, e se formou em Salem High School em 1993. Formou-se em atuação no Interlochen Center for the Arts, obteve seu Bacharelado em Belas-Artes na Universidade de Michigan e teve formação adicional nos William Esper Studio. A mãe de Burtka morreu de câncer em maio de  2008.

## Carreira
Burtka fez sua estréia na televisão em 2002 com um papel de convidado em The West Wing; Isso foi seguido por aparições de convidado em Crossing Jordan.
Burtka apareceu em sete episódios de How I Met Your Mother, interpretando "Scooter", o ex-namorado de colégio de Lily (Alyson Hannigan), que ainda não superou sua separação.
Burtka estrelou o filme de 2013, Annie and the Gypsy.
Burtka tem um papel no próximo filme Dance Off, escrito e produzido por Mark Goodman & Amy George.

## Vida pessoal

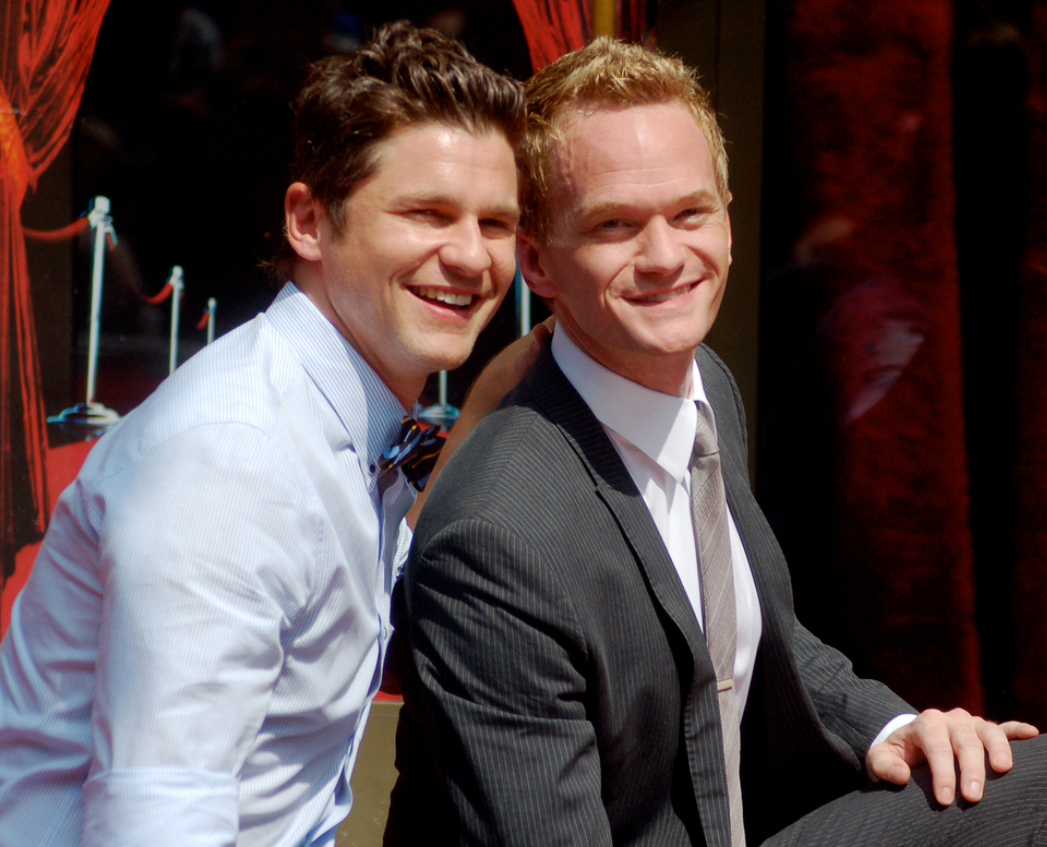
Burtka com o seu marido, Neil Patrick Harris, em Setembro de 2011.

Seis meses após a aparição de Burtka em How I Met Your Mother, surgiram alegações de que o ator recebeu o papel por causa de um relacionamento romântico com uma das estrelas da série, Neil Patrick Harris. As especulações em torno desta história eventualmente levou Harris a reconhecer publicamente que ele é gay em uma história de capa na People Magazine. Burtka não fez nenhuma resposta pública à história, embora mais tarde Harris afirmou que ele e Burtka estavam morando juntos. Burtka e Harris compareceram ao Emmy Awards em setembro de 2007 como um casal abertamente reconhecido pela primeira vez, uma aparição que Harris discutiu no The Ellen DeGeneres Show.
Harris disse que seu relacionamento com Burtka começou em 2004. Em 14 de agosto de 2010, Harris anunciou que ele e Burtka estavam esperando gêmeos através de uma barriga de aluguel.  Seu filho, Gideon Scott, e sua filha, Harper Grace, nasceram em outubro de 2010.
Após a aprovação da Lei de Igualdade do Casamento, em Nova York, em 24 de junho de 2011, Harris e Burtka anunciaram seu o noivado via Twitter, afirmando que  haviam proposto uns aos outros cinco anos antes, mas mantiveram o segredo até que o casamento homossexual se tornasse legal. Em 8 de setembro de 2014, Harris anunciou em sua página no Twitter que David Burtka e ele se casaram no fim de semana na Itália. Pamela Fryman, a diretora de longa data de How I Met Your Mother, oficializou o casamento enquanto Elton John se apresentava na recepção.

## Filmografia
| Filmes | Filmes                             | Filmes       | Filmes               |
| Ano    | Título                             | Papel        | Nota(s)              |
| ------ | ---------------------------------- | ------------ | -------------------- |
| 2007   | Worldly Possession                 | Andrew Bates | Filme para televisão |
| 2007   | Open House                         | Husband      | Short filme          |
| 2007   | Army Guy                           | Keith        | Short filme          |
| 2011   | A Very Harold & Kumar 3D Christmas | David Burtka |                      |
| 2011   | Gaysharktank.com                   |              | Short filme          |
| 2012   | Annie and the Gypsy                |              |                      |
| 2013   | The Gay Christian Mingle           |              | Short filme          |
| 2014   | Dance-Off                          | JT           |                      |

| Televisão  | Televisão                         | Televisão          | Televisão                       |
| Ano        | Título                            | Papel              | Nota(s)                         |
| ---------- | --------------------------------- | ------------------ | ------------------------------- |
| 2002       | The West Wing                     | Intern Bruce       | Episódio: The Black Vera Wang   |
| 2005       | Crossing Jordan                   | Craig Heeley       | Episódio: Total Recall          |
| 2007       | CSI:NY                            | David King         | Episódio: Down the Rabbit Hole  |
| 2012       | Neil's Puppet Dreams              | Ele mesmo          | Episódios: Dream Bump Bollywood |
| 2006– 2014 | How I Met Your Mother             | Scooter            | 8 episódios                     |
| 2014       | RuPaul's Drag Race                | Ele mesmo (Jurado) | Episódio: Drag My Wedding       |
| 2015       | Beat Bobby Flay                   | Ele mesmo (Jurado) | Episódio: No Training Wheels    |
| 2015       | American Horror Story: Freak Show | Michael Beck       | Episódio: Curtain Call          |